# Agrilus lucanus
Agrilus lucanus é uma espécie de inseto do género Agrilus, família Buprestidae, ordem Coleoptera.
Foi descrita cientificamente por Fall, 1906.